# 渡邉利夫
渡邉 利夫（わたなべ としお）は、日本の外交官。リマ総領事や、レシフェ総領事、ボリビア駐箚特命全権大使を務めた。

## 人物・経歴
岐阜県出身。1970年南山大学外国語学部イスパニヤ科卒業、外務省入省。在ペルー日本国大使館参事官兼リマ総領事や、レシフェ総領事、在ブラジル日本国大使館参事官を経て、2010年から駐ボリビア特命全権大使を務めた。南山大学非常勤講師も務めた。